# Alesia Turava
Alesia Turava, née le 6 décembre 1979 à Doubrowna (Union soviétique), est une athlète biélorusse spécialiste du demi-fond.

## Palmarès

### Championnats d'Europe d'athlétisme
- Championnats d'Europe d'athlétisme 2006 à Göteborg,  Suède
  -  Médaille d'or sur 3000 m steeple

### Championnats d'Europe d'athlétisme en salle
- Championnats d'Europe d'athlétisme en salle 2002 à Vienne,  Autriche
  -  Médaille de bronze sur 1500 m

## Records
Alesia Turava a été détentrice du record du monde du 3000 mètres steeple du 12 juin 2002 au 10 août 2003.
| Épreuve        | Performance    | Lieu        | Date            |
| -------------- | -------------- | ----------- | --------------- |
| 1500 m         | 3 min 59 s 89  | Zurich      | 16 août 2002    |
| 3000 m         | 8 min 32 s 89  | Saint-Denis | 6 juillet 2001  |
| 3000 m steeple | 9 min 16 s 51  | Gdansk      | 27 juillet 2002 |
| 5000 m         | 15 min 23 s 84 | Formia      | 3 juillet 2000  |